# Micomitra lucidipennis
Micomitra lucidipennis är en tvåvingeart som beskrevs av Neal L. Evenhuis och Greathead 1999. Micomitra lucidipennis ingår i släktet Micomitra och familjen svävflugor. Inga underarter finns listade i Catalogue of Life.